# Ruski krajevi
Ruska Federacija dijeli se na 85 federalna subjekata, sedam od kojih su „krajevi” (ruski: jedn. край, mn. края).
1. Altajski kraj
2. Kamčatski kraj
3. Habarovski kraj
4. Krasnodarski kraj
5. Krasnojarski kraj
6. Permski kraj
7. Primorski kraj
8. Stavropoljski kraj
9. Zabajkalski kraj

## Povijest promjena
Permski kraj  nastao je 1. prosinca 2005., kao rezultat spajanja Permske oblasti i Komi-Permjačkog okruga, temeljem rezultata referenduma, provedenog 7. ožujka 2003.
Dana, 1. srpnja 2007., Rusija je dobila još jedan kraj, Kamčatski kraj, udruživanjem Kamčatske oblasti i Korjačkog autonomnog okruga.
Dana, 11. ožujka 2007. bio je referendum, na kojem se odlučivalo o ujedinjenju Čitske oblasti i Aginskoburjatskog autonomnog okruga u novi kraj, Zabajkalski kraj. Referendum je uspio.